# 奎罗瓦斯
奎罗瓦斯（義大利語：Quero Vas）是意大利威尼托大区貝盧諾省的市镇。面积为45.92平方公里，2015年人口数量为3,237人。
该市镇是在2013年12月28日由奎罗和瓦斯两市镇合并而成。